# Eugenia cymatodes
Eugenia cymatodes är en myrtenväxtart som beskrevs av Otto Karl Berg. Eugenia cymatodes ingår i släktet Eugenia och familjen myrtenväxter. Inga underarter finns listade i Catalogue of Life.